# Yellowman

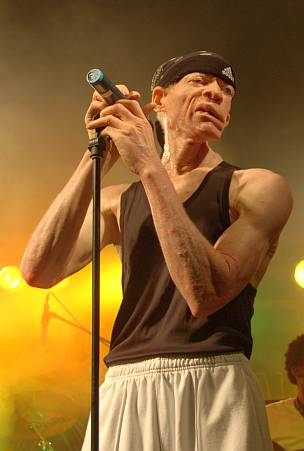

Yellowman (* 1956 oder 1959 in Jamaika; bürgerlich Winston Foster) ist ein Dancehall-Musiker. Anfang der 1980er Jahre war er der einflussreichste Reggae-Deejay. Als Albino eigentlich ein Ausgestoßener in der jamaikanischen Gesellschaft, gelang ihm der Aufstieg zu einem nationalen Sexsymbol durch ein ausgeprägtes Selbstbewusstsein, humorvolle, wenngleich auch sehr obszöne Texte und ein großes Talent als Improvisator am Mikrofon. Trotz einer Hautkrebserkrankung Anfang der 1990er ist er immer noch musikalisch aktiv.

## Leben
Yellowman wurde als Baby von seiner Familie ausgesetzt. Er besuchte die Alpha Boys School, eine Schule für Waisen und unterprivilegierte Kinder in Kingston, die besonders musikalische Talente fördert. 1974 startete der Dancehall-DJ seine Karriere. 1979 gewann er den auf Jamaika populären Tastee Talent Contest und trat in der Folge zum ersten Mal als Deejay für das Gemini Sound System auf, später dann mit Aces International, wo er mit seinen Reimen als Inspiration für Reggae Artists und Rapper nachfolgender Generationen diente. Sein erstes Album Them A Mad Over Me nahm Yellowman 1981 für Channel One auf. Der Titelsong und auch das obszöne Shorties – Beide auf dem Don't Bother Me-Riddim von The Terrors – wurden Hits und machten ihn durch seine Punchlines zum ersten internationalen DJ Superstar und Erben Bob Marleys als Vertreter des Genres Reggae. Der Durchbruch gelang ihm mit Me Kill Barnie, einer Antwort auf Lone Rangers Hit Barnabas Collins.
Mit Henry „Junjo“ Lawes, dem größten Produzenten Anfang der 1980er nahm Yellowman 1982 Mr. Chin auf, das im jamaikanischen Radio wegen Beleidigung von Asiaten auf Jamaika verboten wurde. Das Folgestück war das gemäßigtere Mr. Wong zusammen mit Fathead, seinem damaligen Deejay-Partner. Deejay-Duos wie Michigan and Smiley oder Peter Ranking and General Lucky waren Anfang der 1980er populär auf Jamaika. Zu dieser Zeit wurde Yellowman ins Guinness-Buch der Rekorde auf Grund der mit 10 Alben meist veröffentlichten LPs in einem Jahr. Da jedoch Fathead stets im Schatten von Yellowman stand (meist durfte er nur right! und ribbit! einstreuen), hielt die Partnerschaft nur zwei Jahre lang.
Henry „Junjo“ Lawes hatte gute Beziehungen zum englischen Reggae-Label Greensleeves, so dass die nächsten Alben Mister Yellowman, In Bed with Yellowman, Zungguzunggugguzungguzeng und Nobody Move Nobody Get Hurt auch in Europa veröffentlicht und Yellowman als ersten MC zu Tourneen durch Osteuropa, Australien und Afrika führte. Andere Labels sprangen auf den Albino-Deejay-Zug auf; zeitgleich erschien bei Vista Records ein angebliches Yellowman-Album, das aber von einem anderen Deejay namens Peter Yellow eingespielt wurde.
1984 erschien auf dem Major-Label Columbia Records das Album King Yellowman. Der Hit darauf, Strong Me Strong wurde zusammen mit Bill Laswells Band Material eingespielt und beinhaltete mit „Disco Reggae“ einen der ersten Reggae Crossover Songs. Im Vergleich zu den früheren Aufnahmen wirkt die relativ erfolglose Platte überproduziert und an den westlichen Markt angepasst. Zu dieser Zeit spielte Yellowman gleich fünf Mal im legendären Madison Square Garden, welcher stets ausverkauft war, während der bekannte Textilhersteller Nike ein neues Modell an Turnschuhen für ihn entwarf.
Überschattet wurde die steile musikalische Karriere durch eine Krebserkrankung; die erste Diagnose wurde 1982 gestellt. 1986 wurde ihm der halbe Kiefer entfernt, was sein Gesicht verunstaltete und seine Stimme stark beeinträchtigte. Anfang der 1990er kam eine Hautkrebserkrankung hinzu.
Yellowman nahm bis heute mehr als 50 Alben auf, wobei sein Stil im Laufe der Jahre ernster und erwachsener wurde. 1997 erhielt er für Freedom of Speech die erste Grammy-Nominierung. Er wird als Reggae-Entertainer hoch geschätzt, auch wenn er schon lange nicht mehr so innovativ wie in seinen Anfangsjahren ist. 2006 spielte er das autobiographische und bemerkenswerte Stück Orphan auf den 85 Riddim (z. B. Ghetto Story von Baby Cham) ein. Zwischen den Jahren 2000 und 2010 kam es zu vielen erfolgreichen Re-Releases seiner Alben und Live-Mitschnitten sowie Kollaborationen aller Art wie z. B. mit der bekannten Alternative Band „Basement Jaxx“. Yellowman verzeichnete einen großen Erfolg mit dem Disney Soundtrack „Find Yourself“ für den Film „Cars“, bevor er im Mai 2011 mit dem Dancehall Song „King A Talk“ auf dem Locust Riddim ein Comeback auf Jamaika vollzog.
Yellowman ist mit Rosie Foster, einer Verwandten Bob Marleys, seit Mitte der 1980er Jahre verheiratet. Er ist Vater von inzwischen sieben Kindern und lebt in Kingston.